# Австралийское бюро сельскохозяйственной и ресурсной экономики
Австралийское бюро сельскохозяйственной и ресурсной экономики консультативный правительственный орган, занимающийся экономическими научными исследованиями и составлением базы данных по следующим категориям:
- производительность ферм,
- производственные показатели,
- управление фермерским хозяйством,
- социально-экономические показатели, касающиеся зерна, говядины, овец и молочной промышленности в Австралии.

Бюро создано в 1945 году.

## Миссия
Миссия агентства состоит в обеспечении высокого качества анализа экономической политики и прогнозов с целью повышения конкурентоспособности сельского хозяйства Австралии. Исследования охватывают следующие отрасли: рыболовство, лесное хозяйство, энергетика и полезные ископаемые, промышленность и качество австралийской окружающей среды.